# Dancourt (Seine-Maritime)
Pour les articles homonymes, voir Dancourt.
Dancourt est une commune française située dans le département de la Seine-Maritime en région Normandie.

## Géographie

### Description

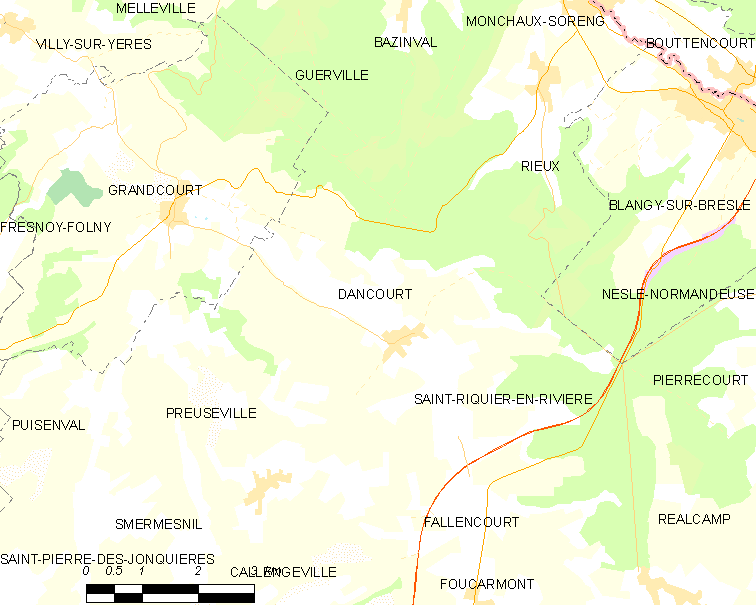
Carte de la commune.

Le village est situé à l'intersection des axes Grandcourt - Fallencourt et Rieux - Preuseville, à une dizaine de kilomètres, par la route, au sud-ouest de Blangy-sur-Bresle.
Aisément accessible par l'autoroute A28 et l'ex-route nationale 28 (actuelle RD 928), Danville est situé à 23 km au sud-est du Tréport et de la Manche, à une soixantaine de kilomètres au nord-est de Rouen et à 55 km à l'ouest d'Amiens.
Le nord du territoire communal se trouve dans la Forêt d'Eu.

### Communes limitrophes
| Guerville   |          | Rieux                    |
| Grandcourt  | Dancourt | Blangy-sur-Bresle        |
| Preuseville |          | Saint-Riquier-en-Rivière |

### Hydrographie
La commune est située dans le bassin Seine-Normandie. Elle est drainée par l'Yeres,.
L'Yères, d'une longueur de 40 km, prend sa source dans la commune de Aubermesnil-aux-Érables et se jette  dans la Manche à Criel-sur-Mer, après avoir traversé 14 communes. 

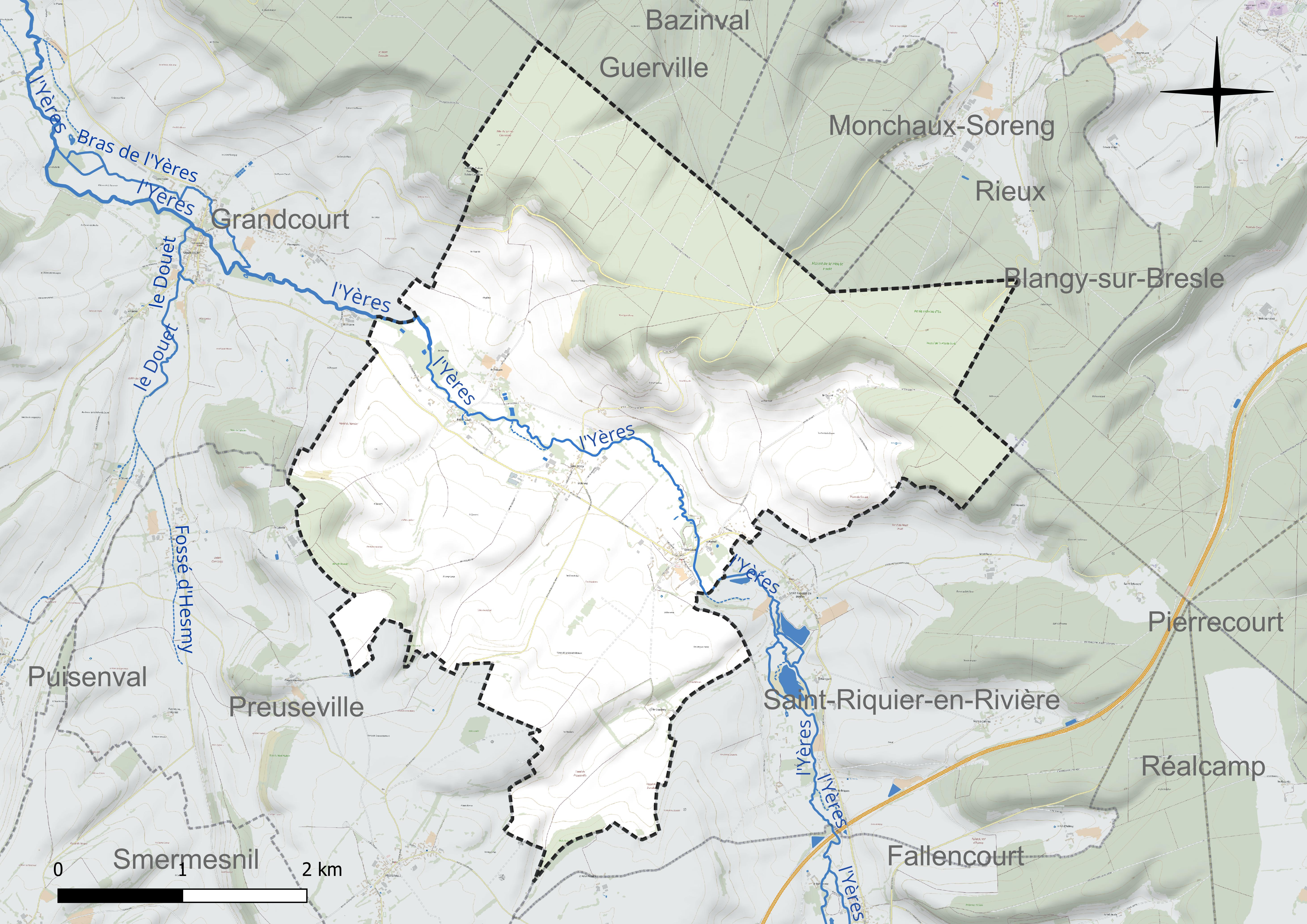
Réseau hydrographique de Dancourt.

### Climat
Pour des articles plus généraux, voir Climat de la Normandie et Climat de la Seine-Maritime.
En 2010, le climat de la commune est de type climat océanique altéré, selon une étude du CNRS s'appuyant sur une série de données couvrant la période 1971-2000. En 2020, Météo-France publie une typologie des climats de la France métropolitaine dans laquelle la commune est exposée à un climat océanique et est dans la région climatique Côtes de la Manche orientale, caractérisée par un faible ensoleillement (1 550 h/an) ; forte humidité de l’air (plus de 20 h/jour avec humidité relative > 80 % en hiver), vents forts fréquents. Parallèlement le GIEC normand, un groupe régional d’experts sur le climat, différencie quant à lui, dans une étude de 2020, trois grands types de climats pour la région Normandie, nuancés à une échelle plus fine par les facteurs géographiques locaux. La commune est, selon ce zonage, exposée à un « climat contrasté des collines », correspondant au Pays de Bray, bien arrosé et frais.
Pour la période 1971-2000, la température annuelle moyenne est de 10,5 °C, avec une amplitude thermique annuelle de 13,4 °C. Le cumul annuel moyen de précipitations est de 929 mm, avec 13,4 jours de précipitations en janvier et 8,9 jours en juillet. Pour la période 1991-2020, la température moyenne annuelle observée sur la station météorologique la plus proche, située sur la commune d'Oisemont à 17 km à vol d'oiseau, est de 11,1 °C et le cumul annuel moyen de précipitations est de 801,4 mm,. Pour l'avenir, les paramètres climatiques de la commune estimés pour 2050 selon différents scénarios d'émission de gaz à effet de serre sont consultables sur un site dédié publié par Météo-France en novembre 2022.

## Urbanisme

### Typologie
Au 1er janvier 2024, Dancourt est catégorisée commune rurale à habitat très dispersé, selon la nouvelle grille communale de densité à sept niveaux définie par l'Insee en 2022.
Elle est située hors unité urbaine et hors attraction des villes,.

### Occupation des sols
L'occupation des sols de la commune, telle qu'elle ressort de la base de données européenne d’occupation biophysique des sols Corine Land Cover (CLC), est marquée par l'importance des territoires agricoles (67 % en 2018), une proportion identique à celle de 1990 (67 %). La répartition détaillée en 2018 est la suivante : 
terres arables (47 %), forêts (28,6 %), prairies (20 %), milieux à végétation arbustive et/ou herbacée (3 %), zones urbanisées (1,4 %). L'évolution de l’occupation des sols de la commune et de ses infrastructures peut être observée sur les différentes représentations cartographiques du territoire : la carte de Cassini (XVIIIe siècle), la carte d'état-major (1820-1866) et les cartes ou photos aériennes de l'IGN pour la période actuelle (1950 à aujourd'hui).

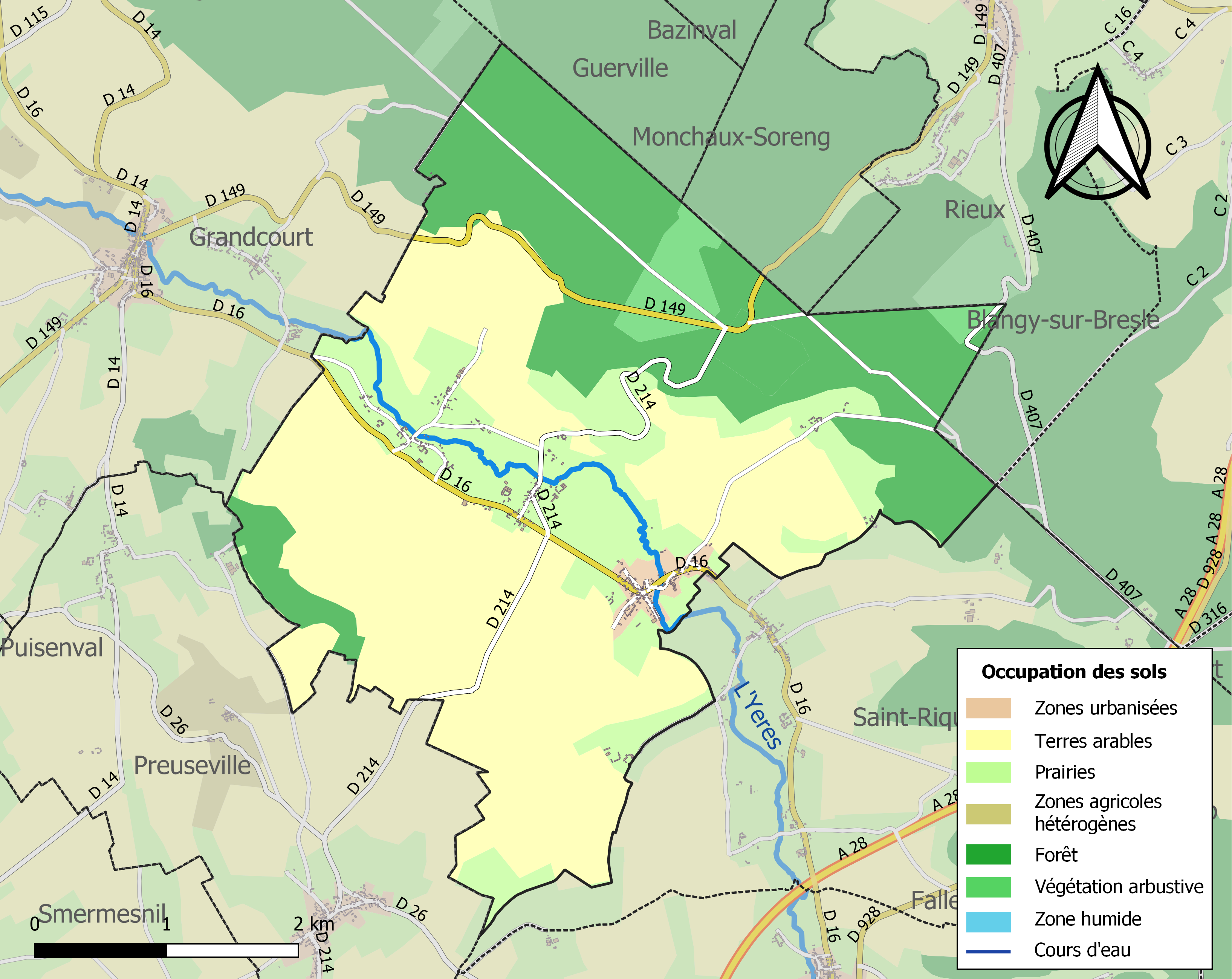
Carte des infrastructures et de l'occupation des sols de la commune en 2018 (CLC).

## Toponymie
Le nom de la localité est attesté sous les formes Apud Sanctum Albinum de Daencourt en 1137; Ecclesie Sancti Albini de Daencort en 1175; Daencort entre 1225, 1263; Ecclesia de Deencort vers 1240; Dencuria (variante Deincuria) en 1337 ;  Dencourt, 1433, 1495, xvie. siècle, 1564 ; In parrochia de Ancourt en 1446; Daencourt en 1453 (Longnon) ; Hospitalarius de Dencort en 1545 ; Dancourt en 1683; Saint Aubin de Dancourt en 1716; En la paroisse de Dancourt en 1503; Dancourt en 1715 (Frémont) et en 1757 (Cassini).

## Histoire
Des tuiles gallo-romaines ont été retrouvées dans la plaine située en face de l'église, à l'opposé de la forêt d'Eu. En 1862, lors de la construction du nouveau portail de l'église, on retrouva un cercueil en pierre de Vergelé orienté est et ouest et plus étroit aux pieds qu'à la tête, probablement mérovingien.

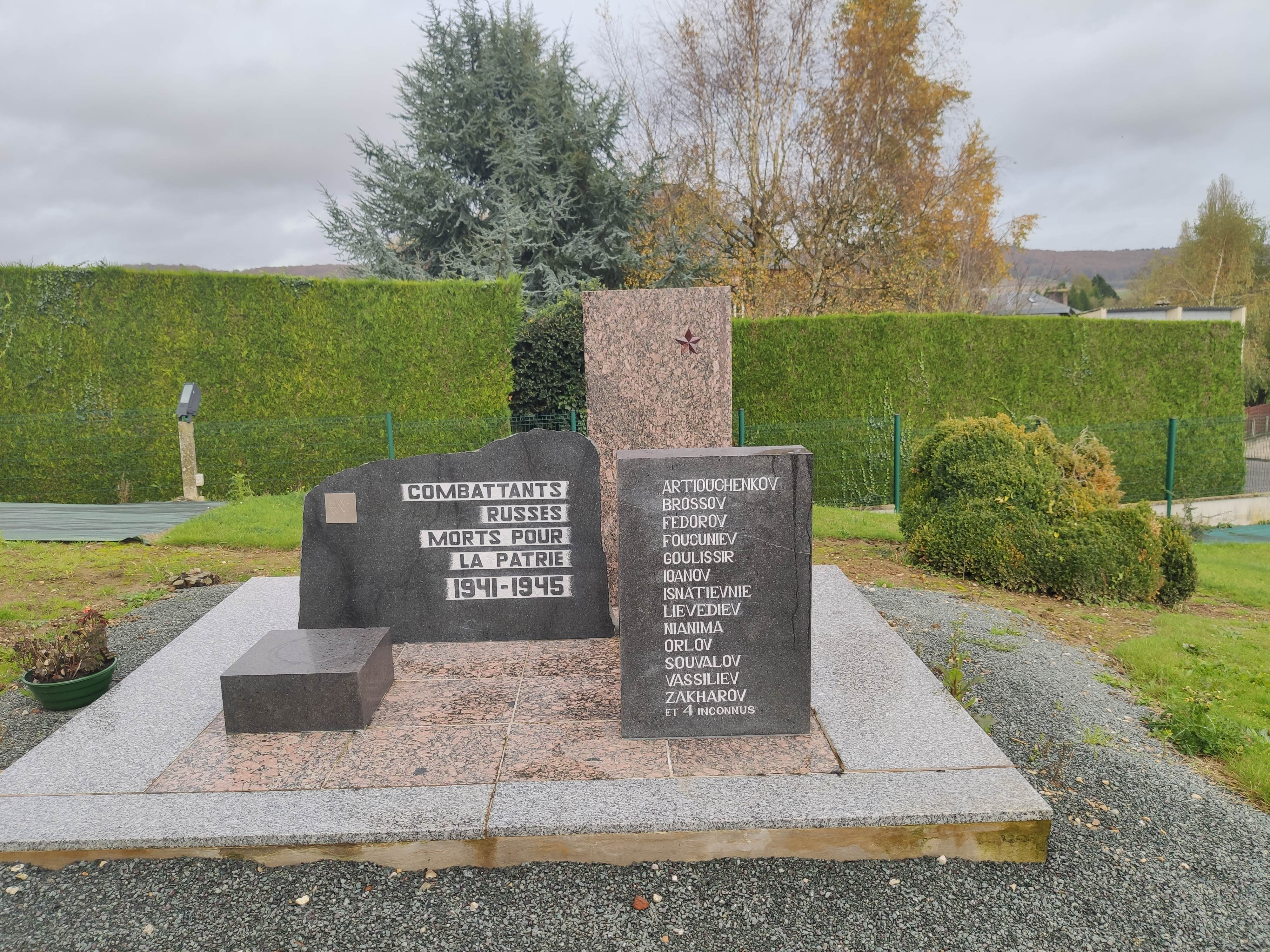
Le monument aux prisonniers soviétiques tués dans l'explosion de 1944

Les vestiges d'une motte castrale ont été retrouvés au lieu-dit Le Bolard, où, au Moyen Âge, la haute justice de Dancourt était rendue.
En 1826, la commune de Dancourt, instituée par la Révolution française, absorbe celle de Saint-Rémy-en-Rivière.
À la fin de la Seconde Guerre mondiale, en août 1944, treize soldats soviétiques prisonniers de guerre et quatre inconnus, occupés à la construction de la rampe de V1 située en Haute forêt d'Eu au Poteau du Val de l'Eau, route des Sept Acres au nord de Dancourt, sont tués par l'explosion accidentelle d'un V1 tombé en rase campagne, côte d'Infer, entre Dancourt et Rieux,,,.

## Politique et administration
| Période                                  | Période                    | Identité                  | Étiquette | Qualité |
| ---------------------------------------- | -------------------------- | ------------------------- | --------- | --- |
| Les données manquantes sont à compléter. |                            |                           |           | |
| 1912                                     |                            | Eugène Langlois           |           | |
| 1931                                     | 1960                       | Oscar Le Coq, (1874-1960) |           | Président de la caisse locale de Crédit Agricole Chevalier de la Légion d'honneur Officier du Mérite Agricole |
| Les données manquantes sont à compléter. |                            |                           |           | |
| avant 1972                               | 2008                       | Daniel Toussaint          |           | |
| mars 2008                                | En cours (au 10 août 2020) | Jean-Luc Morel            | EXG       | Réélu pour le mandat 2020-2026                                                                                |

## Population et société

### Démographie
L'évolution du nombre d'habitants est connue à travers les recensements de la population effectués dans la commune depuis 1793. Pour les communes de moins de 10 000 habitants, une enquête de recensement portant sur toute la population est réalisée tous les cinq ans, les populations de référence des années intermédiaires étant quant à elles estimées par interpolation ou extrapolation. Pour la commune, le premier recensement exhaustif entrant dans le cadre du nouveau dispositif a été réalisé en 2006.

En 2022, la commune comptait 234 habitants, en évolution de +2,63 % par rapport à 2016 (Seine-Maritime : +0,35 %, France hors Mayotte : +2,11 %).
| 1793 | 1800 | 1806 | 1821 | 1831 | 1836 | 1841 | 1846 | 1851 |
| ---- | ---- | ---- | ---- | ---- | ---- | ---- | ---- | ---- |
| 204  | 312  | 229  | 337  | 648  | 623  | 643  | 681  | 672  |

| 1856 | 1861 | 1866 | 1872 | 1876 | 1881 | 1886 | 1891 | 1896 |
| ---- | ---- | ---- | ---- | ---- | ---- | ---- | ---- | ---- |
| 668  | 624  | 623  | 614  | 567  | 502  | 473  | 445  | 399  |

| 1901 | 1906 | 1911 | 1921 | 1926 | 1931 | 1936 | 1946 | 1954 |
| ---- | ---- | ---- | ---- | ---- | ---- | ---- | ---- | ---- |
| 378  | 374  | 363  | 348  | 324  | 349  | 363  | 331  | 343  |

| 1962 | 1968 | 1975 | 1982 | 1990 | 1999 | 2006 | 2011 | 2016 |
| ---- | ---- | ---- | ---- | ---- | ---- | ---- | ---- | ---- |
| 330  | 307  | 276  | 307  | 266  | 264  | 238  | 232  | 228  |

| 2021 | 2022 | - | - | - | - | - | - | - |
| ---- | ---- | - | - | - | - | - | - | - |
| 233  | 234  | - | - | - | - | - | - | - |

### Enseignement
L'école primaire locale compte 21 élèves à la rentrée scolaire 2017.
Jusqu'aux vacances scolaires de juillet 2018, la commune est associée avec celle de Grandcourt au sein d'un regroupement pédagogique.
En matière d'enseignement primaire, les communes de Fallencourt, Foucarmont et Villers-sous-Foucarmont sont associées au sein d'un regroupement pédagogique. À la rentrée scolaire 2018, la commune de Dancourt est réunie aux trois communes, par décision de l'inspection académique de la Seine-Maritime.

## Culture locale et patrimoine

### Lieux et monuments
- Église Saint-Aubin, du XIe siècle au XVIIIe siècle. La nef a été reconstruite en 1713 et en1862. Le chœur date de 1850[18]. L'église contient des Fonts baptismaux classés[31].
- Croix de pierre du XVe siècle, dans le cimetière.
- Chapelle Notre-Dame à Béthencourt.
- Monument commémoratif aux soldats soviétiques victimes de l'explosion du V1 au cimetière, sur le côté gauche de l'église. 
Édifié en 1995, il est constitué de blocs de granit provenant de la péninsule de Kola offerts par la Russie formant quatre 4 stèles, l'une portant l'étoile rouge soviétique, une autre portant l'inscription « Combattants russes morts pour la patrie 1941-1945 », une troisième avec les noms de 13 russes et 4 inconnus. Des cérémonies commémoratives y sont régulièrement organisées[32],[23].

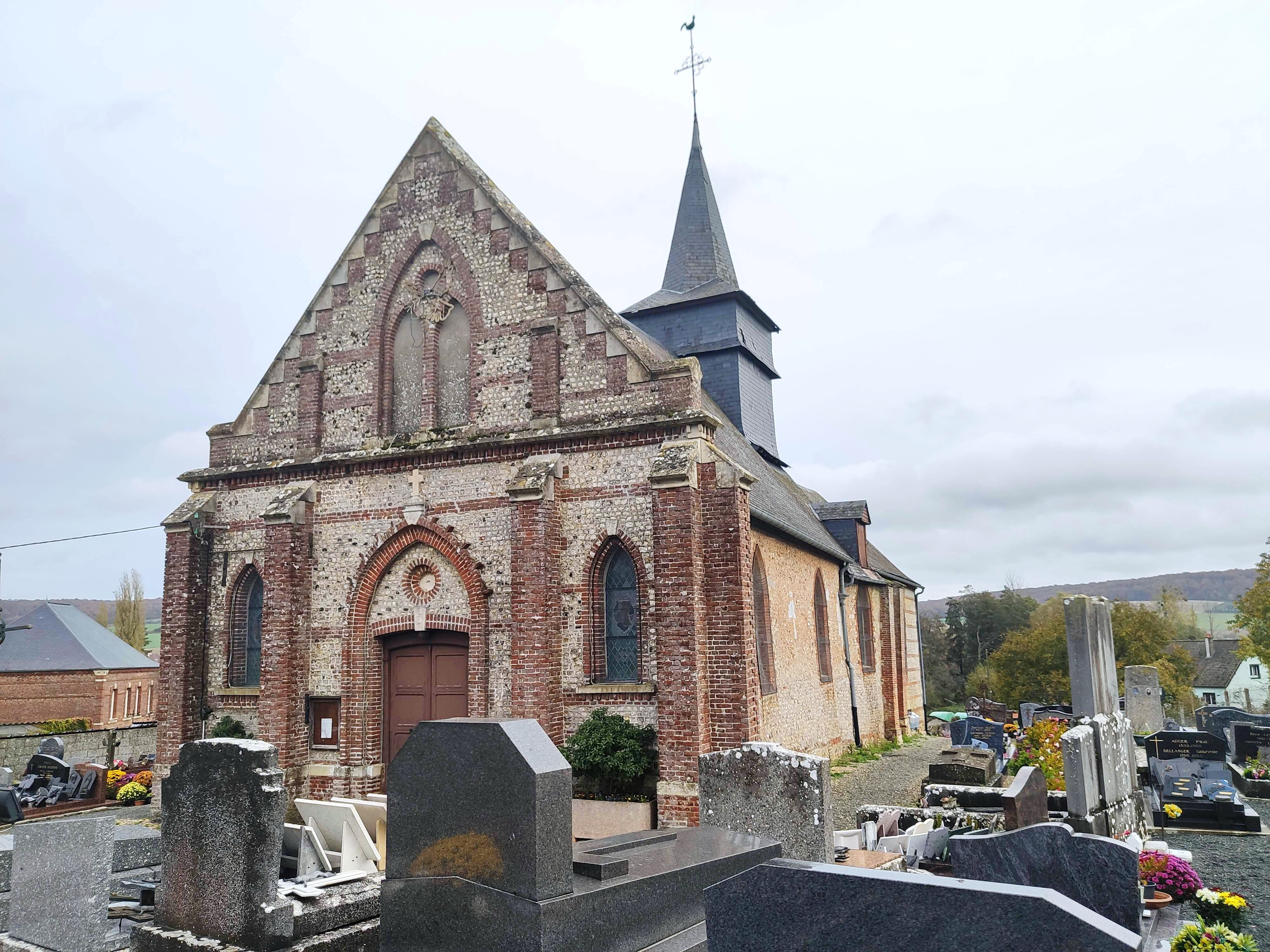
L'église Saint-Aubin.
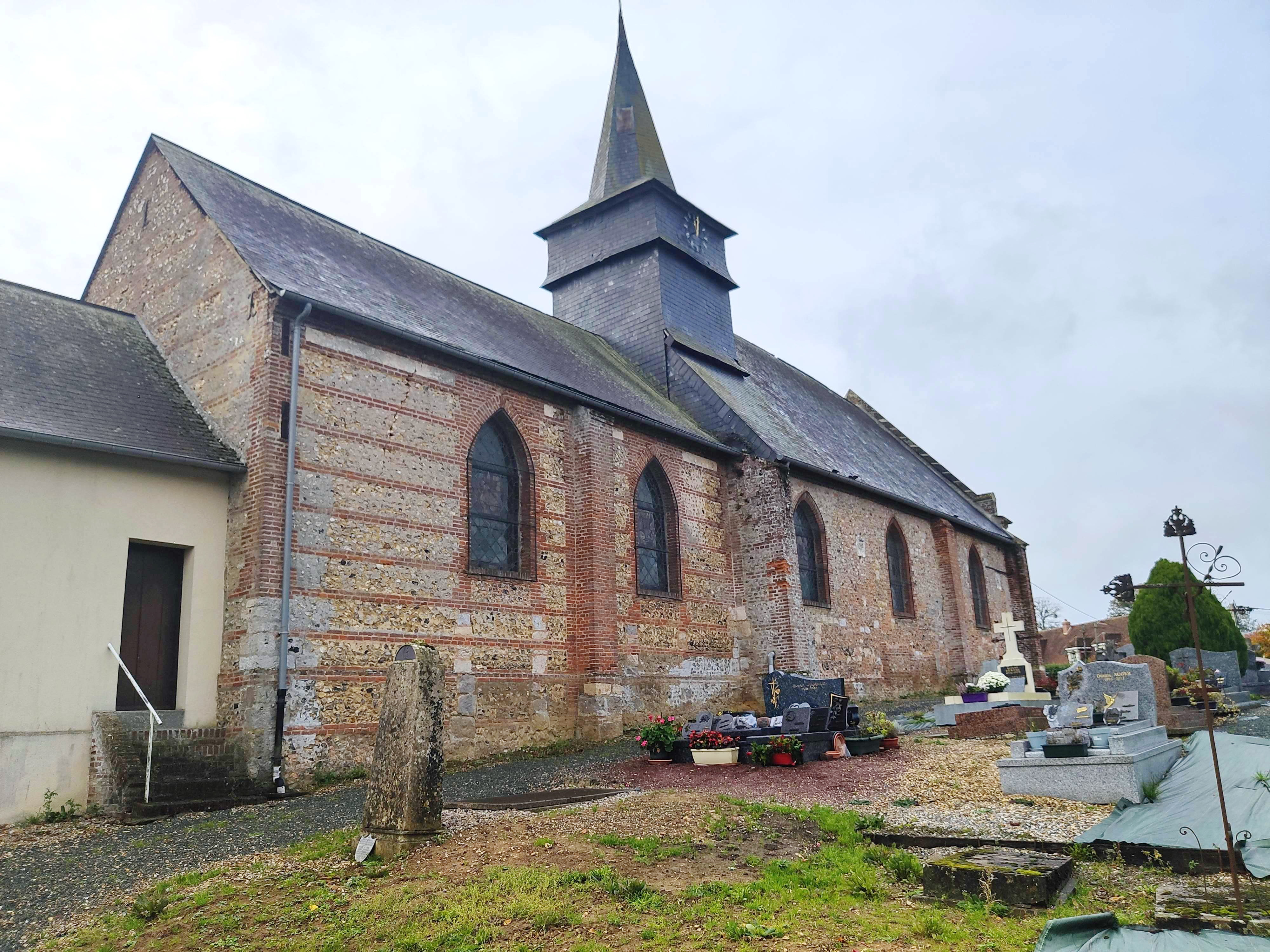
La nef de l'église.
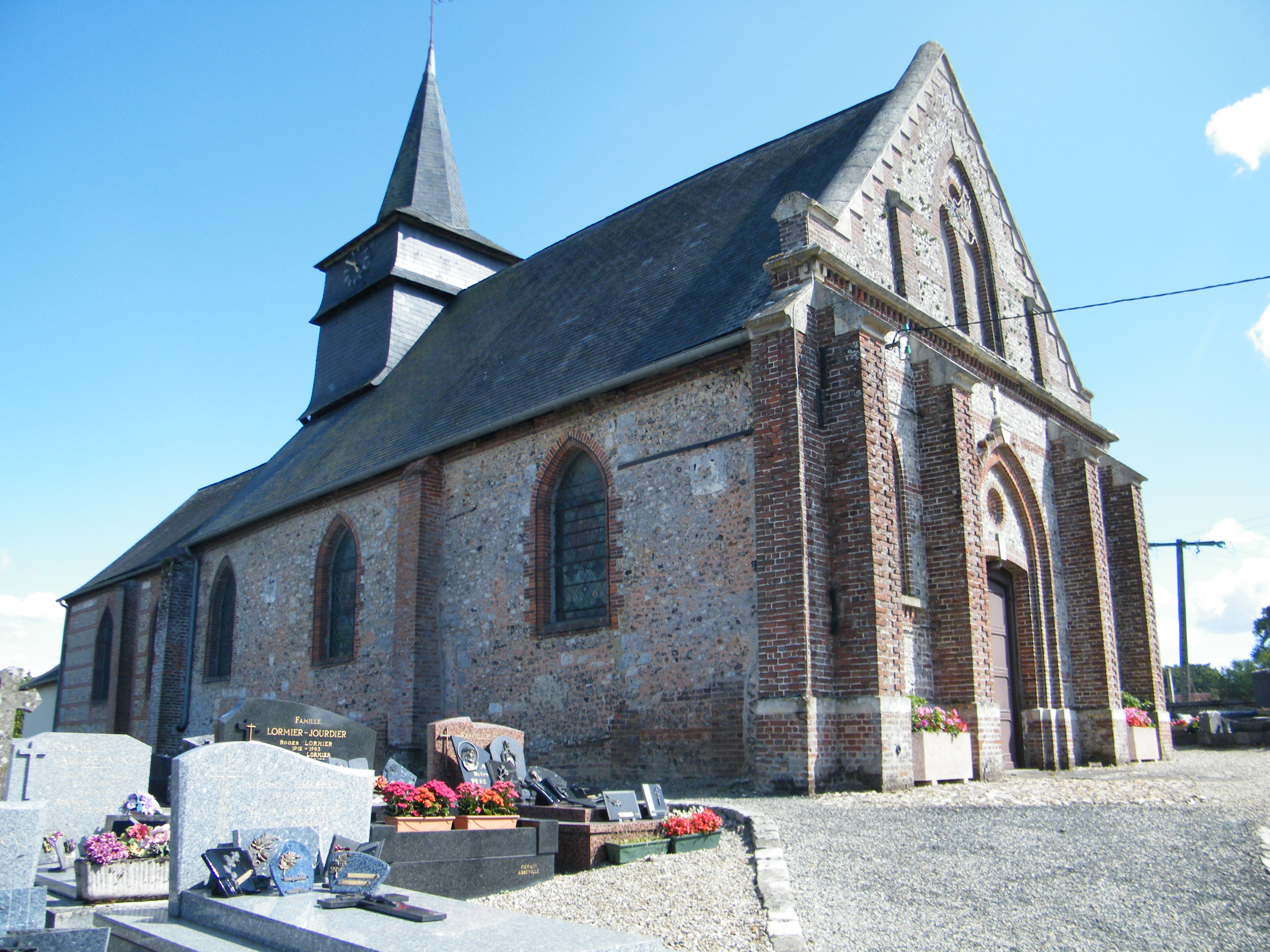
Autre vue de l'église.
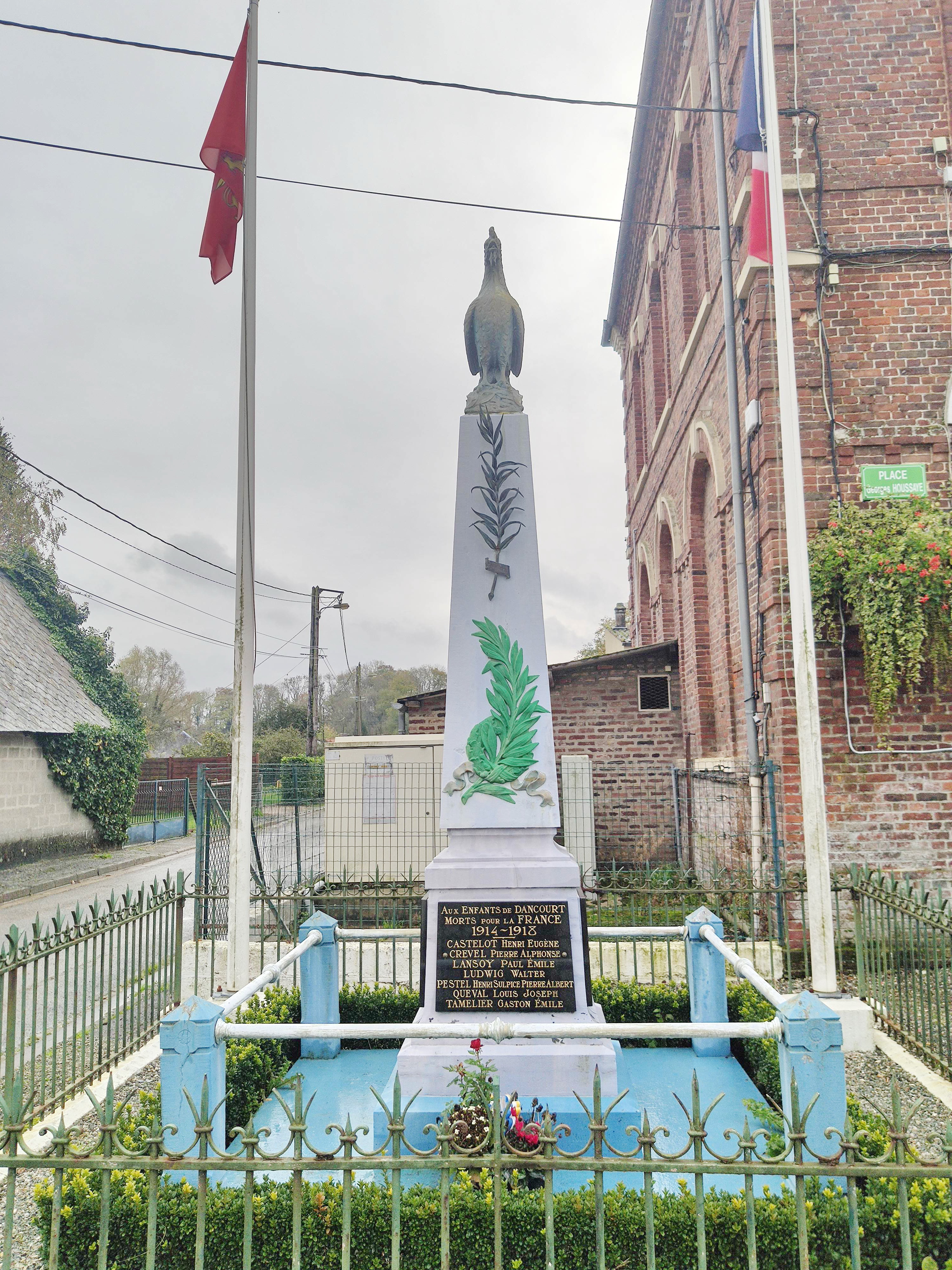
Le monument aux morts 14-18 et 39-45, surmonté du coq gaulois.
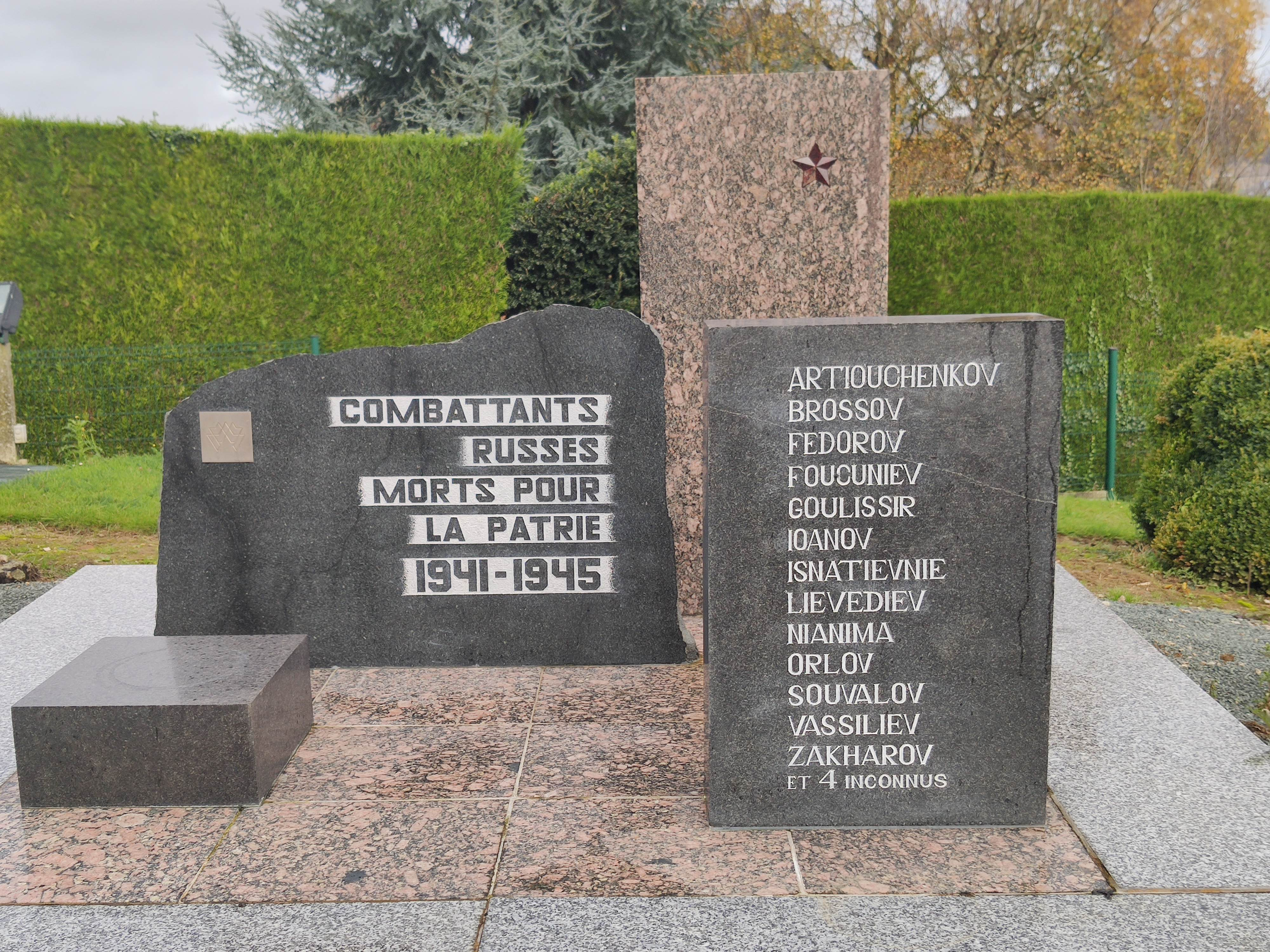
Monument aux prisonniers soviétiques.

### Personnalités liées à la commune
- Achille Delboulle, né à Dancourt en 1834 et mort à Grandcourt en 1905. Philologue et lexicographe, historien de la langue française. - Professeur au lycée du Havre[33].

### Héraldique
| Armes de Dancourt | Les armes de la commune de Dancourt se blasonnent ainsi : d'azur à la bande d'argent chargée de trois tourteaux de gueules, accompagnée de deux croissants aussi d'argent. |